# 43 Batalion WOP
43 Batalion Wojsk Ochrony Pogranicza/Batalion odwodowy/Batalion graniczny Wojsk Ochrony Pogranicza Racibórz imienia „Bohaterów Powstań Śląskich” – zlikwidowany samodzielny pododdział Wojsk Ochrony Pogranicza pełniący służbę na granicy polsko-czechosłowackiej.

## Formowanie i zmiany organizacyjne
Na podstawie rozkazu Ministra Bezpieczeństwa Publicznego nr 043/org z 3 czerwca 1950, na bazie 21 Brygady Ochrony Pogranicza, sformowano 4 Brygadę Wojsk Pogranicza, a z dniem 1 stycznia 1951 67 batalion Ochrony Pogranicza przemianowano na 43 batalion Wojsk Ochrony Pogranicza z miejscem dyslokacji w Raciborzu ul. Dąbrowskiego 2 JW 2480.

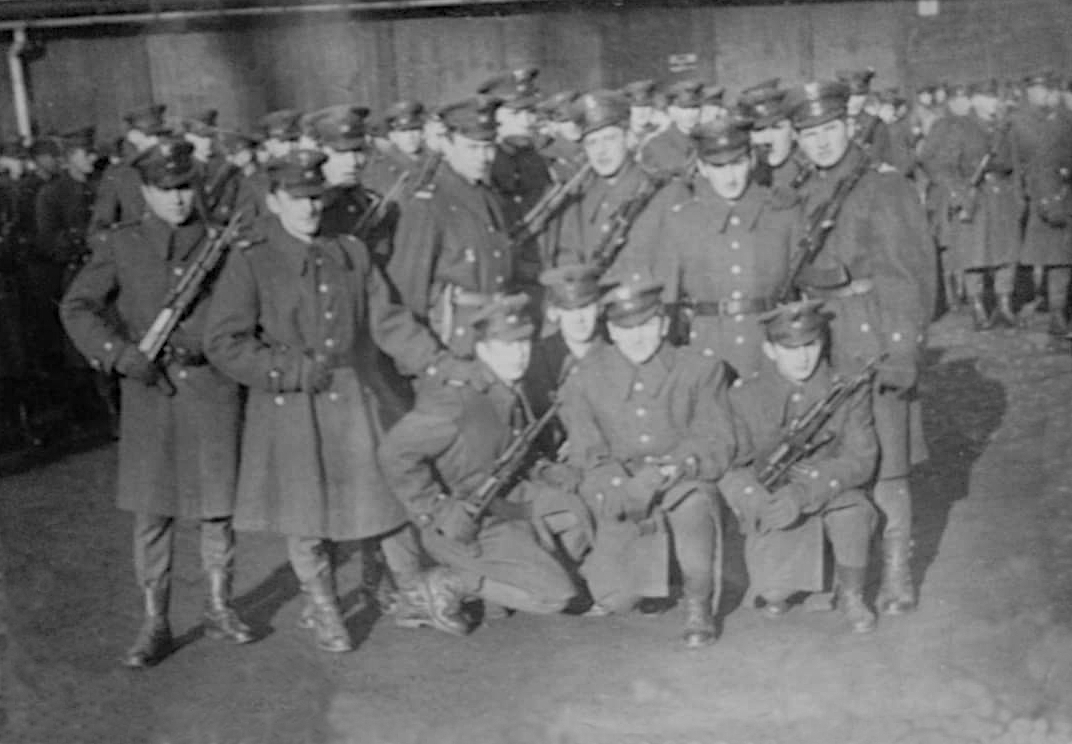
Dowódcy drużyn kompanii odwodowej – przysięga młodego rocznika (grudzień 1972)

W kwietniu 1976, w związku z przejściem na dwuszczeblowy system dowodzenia, rozwiązano 43 batalion WOP. W jego miejsce utworzono batalion odwodowy z zadaniami działań rozpoznawczo-pościgowych, a strażnice podporządkowano bezpośrednio pod sztab Górnośląskiej Brygady WOP w Gliwicach.
13 grudnia 1981 po wprowadzeniu stanu wojennego na terytorium w kraju, dowódca GB WOP wewnętrznym rozkazem w miejscu stacjonowania poszczególnych batalionów, utworzył tzw. „wysunięte stanowiska dowodzenia” (zalążek przyszłych batalionów granicznych), którym podporządkował strażnice znajdujące się na odcinkach dawnych batalionów granicznych. Brygada wykonywała zadania ochrony granicy i bezpieczeństwa państwa wynikające z dekretu o wprowadzeniu stanu wojennego.

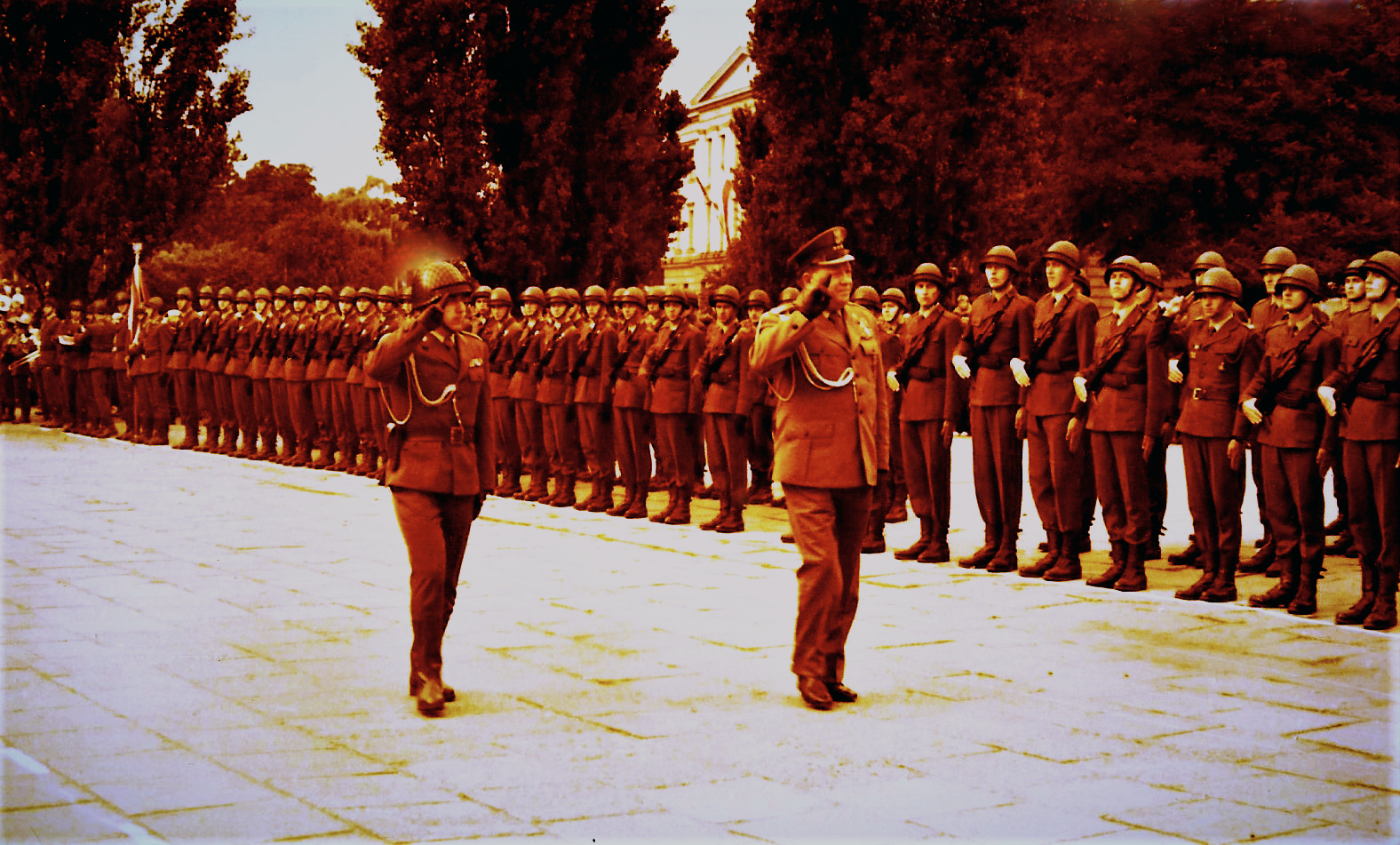
Na placu Długosza w Raciborzu uroczystość związana z przysięgą wojskową. Maszeruje mjr Mirosław Szypowski (d-ca uroczystości) i płk Władysław Tarała (w.z. d-ca GB WOP) przed kompanią honorową (wrzesień 1984)

W 1984 odtworzono batalion graniczny WOP w Raciborzu i 8 czerwca 1986 batalion otrzymał imię „Bohaterów Powstań Śląskich”. Również 8 czerwca 1986, wręczony został sztandar batalionowi, ufundowany przez społeczeństwo Raciborza i przyległych gmin pogranicza. Aktu wręczenia sztandaru dokonał dowódca WOP gen. dyw. Feliks Stramik.

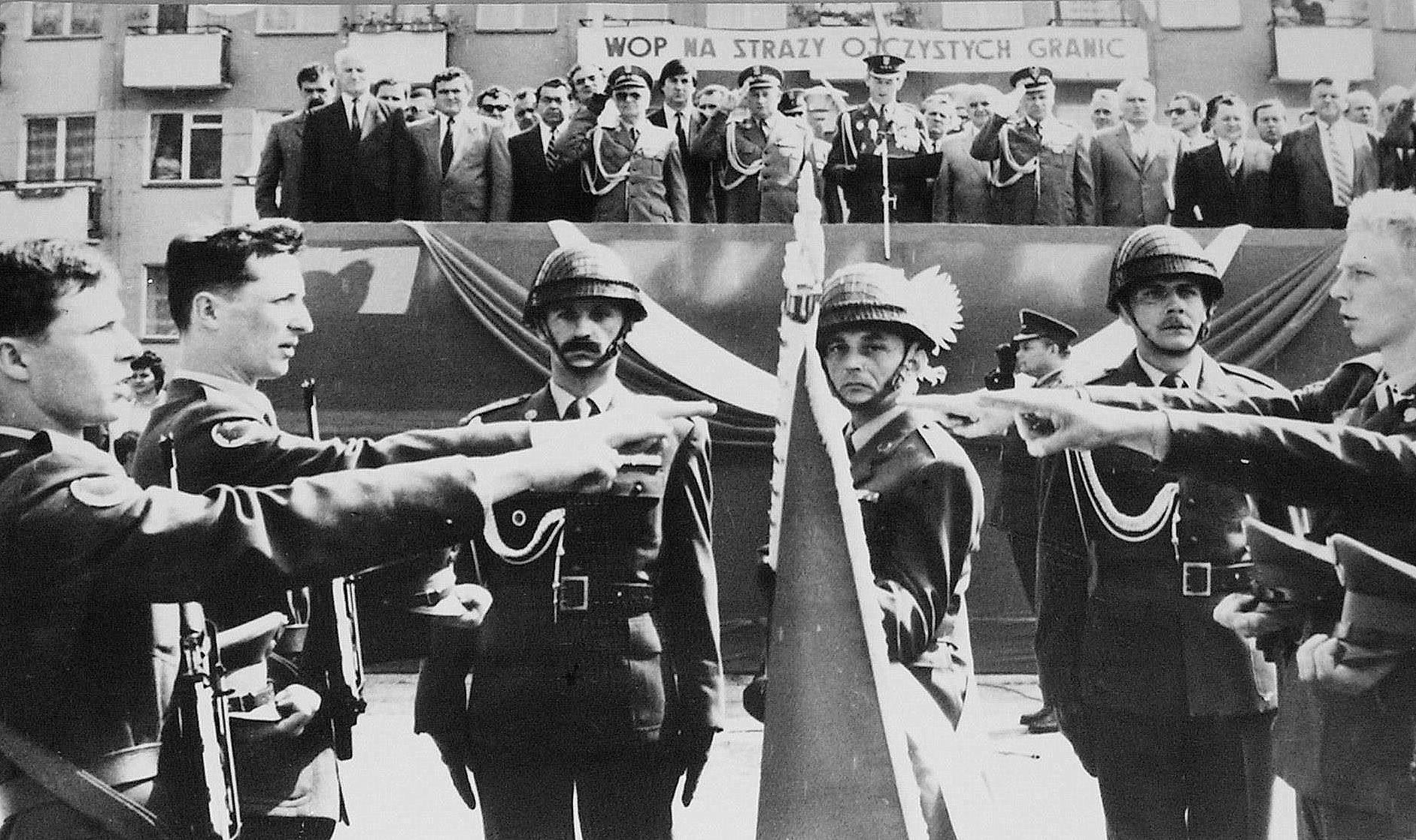
Racibórz, uroczysty akt przysięgi wojskowej na sztandar żołnierzy GBWOP. D-ca pocztu Mieczysław Dechnik, sztandarowy Mieczysław Kulec i ppor. Jan Doroszkiewicz. D-ca uroczystości szef sztabu GBWOP płk Stefan Gacek. Na trybunie d-ca WOP gen. dyw. Feliks Stramik, były d-ca GBWOP gen. bryg. Bolesław Bonczar, d-ca GBWOP płk Tadeusz Jagodziński (wrzesień 1989)

Dowództwo batalionu rozformowano w kwietniu 1990, batalion 17 kwietnia 1990, a strażnice przeszły w podporządkowanie bezpośrednio pod sztab GB WOP.
Straż Graniczna:
15 maja 1991 po rozwiązaniu Wojsk Ochrony Pogranicza, 16 maja 1991 powstała Straż Graniczna i został utworzony Śląski Oddział Straży Granicznej w Raciborzu ul. Dąbrowskiego 2, który to przejął obiekty koszarowe w których utworzono komendę Oddziału .
Położenie strzelnicy batalionowej → 50°06′11″N 18°10′57″E/50,103139 18,182583.

## Struktura organizacyjna
- dowództwo i pododdziały przysztabowe[12] – Racibórz

W 1954 batalionowi podlegały:
- 217 strażnica WOP Gorzyce
- 218 strażnica WOP Chałupki
- 219 strażnica WOP Owsiszcze
- 220 strażnica WOP Krzanowice
- 221 strażnica WOP Kietrz
- 222 strażnica WOP Ściborzyce.

31 grudnia 1959 batalionowi WOP Racibórz podlegały:
- 14 strażnica WOP IV kat. Ściborzyce Wielkie
- 15 strażnica WOP IV kat. Kietrz
- 16 strażnica WOP III kat. Krzanowice
- 17 strażnica WOP III kat. Owsiszcze
- 18 strażnica WOP II kat. Chałupki
- 19 strażnica WOP III kat. Gorzyce
- 20 strażnica WOP III kat. Godów – od 1961[c]

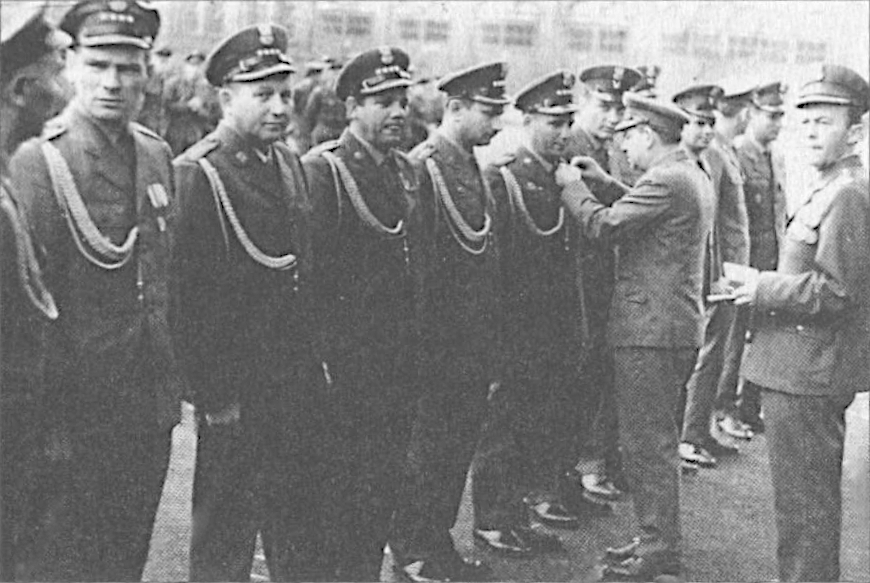
Kadra batalionu wyróżniana medalami (1960–1965)

1 stycznia 1964 batalionowi WOP Racibórz podlegały:
- 10 strażnica WOP lądowa IV kat. Równe
- 11 strażnica WOP lądowa IV kat. Krasne Pole
  - Placówka Kontroli Małego Ruchu Granicznego II kat. Chomiąża
- 12 strażnica WOP lądowa IV kat. Bliszczyce
- 13 strażnica WOP lądowa IV kat. Boboluszki do lat 70. XX wieku
  - Placówka Kontroli Małego Ruchu Granicznego III kat. Branice
  - Placówka Kontroli Małego Ruchu Granicznego III kat. Boboluszki
- 14 strażnica WOP lądowa IV kat. Pilszcz
  - Placówka Kontroli Małego Ruchu Granicznego II kat. Dzierżkowice
  - Placówka Kontroli Małego Ruchu Granicznego II kat. Pliszcz
  - Placówka Kontroli Małego Ruchu Granicznego III kat. Wiechowice
- 15 strażnica WOP lądowa IV kat. Ściborzyce Wielkie
  - Placówka Kontroli Małego Ruchu Granicznego II kat. Ściborzyce
  - Placówka Kontroli Małego Ruchu Granicznego II kat. Ściborzyce
  - Placówka Kontroli Małego Ruchu Granicznego II kat. Ściborzyce
- 16 strażnica WOP lądowa IV kat. Kietrz
  - Placówka Kontroli Małego Ruchu Granicznego II kat. Kietrz
  - Placówka Kontroli Małego Ruchu Granicznego II kat. Gródczanki
- 17 strażnica WOP lądowa III kat. Krzanowice
  - Placówka Kontroli Małego Ruchu Granicznego II kat. Krzanowice
  - Placówka Kontroli Małego Ruchu Granicznego II kat. Krzanowice
  - Placówka Kontroli Małego Ruchu Granicznego II kat. Krzanowice
  - Placówka Kontroli Małego Ruchu Granicznego II kat. Pietraszyn
  - Placówka Kontroli Małego Ruchu Granicznego II kat. Borucin
- 18 strażnica WOP lądowa III kat. Owsiszcze
  - Placówka Kontroli Małego Ruchu Granicznego II kat. Bolesław
  - Placówka Kontroli Małego Ruchu Granicznego II kat. Owsiszcze
  - Placówka Kontroli Małego Ruchu Granicznego II kat. Tworków
- 19 strażnica WOP lądowa II kat. Chałupki
  - Placówka Kontroli Małego Ruchu Granicznego I kat. Rudyszwałd
  - Placówka Kontroli Małego Ruchu Granicznego II kat. Roszków
  - Placówka Kontroli Małego Ruchu Granicznego III kat. Chałupki.

Dowództwo batalionu w 1976:
- dowódca batalionu – ppłk Gerard Kruk
- szef sztabu batalionu – ppłk Zygmunt Dębiński
- zastępca dowódcy batalionu do spraw politycznych – kpt. Marian Wilanowski
- zastępca dowódcy batalionu do spraw zwiadu (kierownik grupy operacyjnej zwiadu) – mjr Józef Podgórski[14]
- kwatermistrz – mjr Zbigniew Kopciuch.

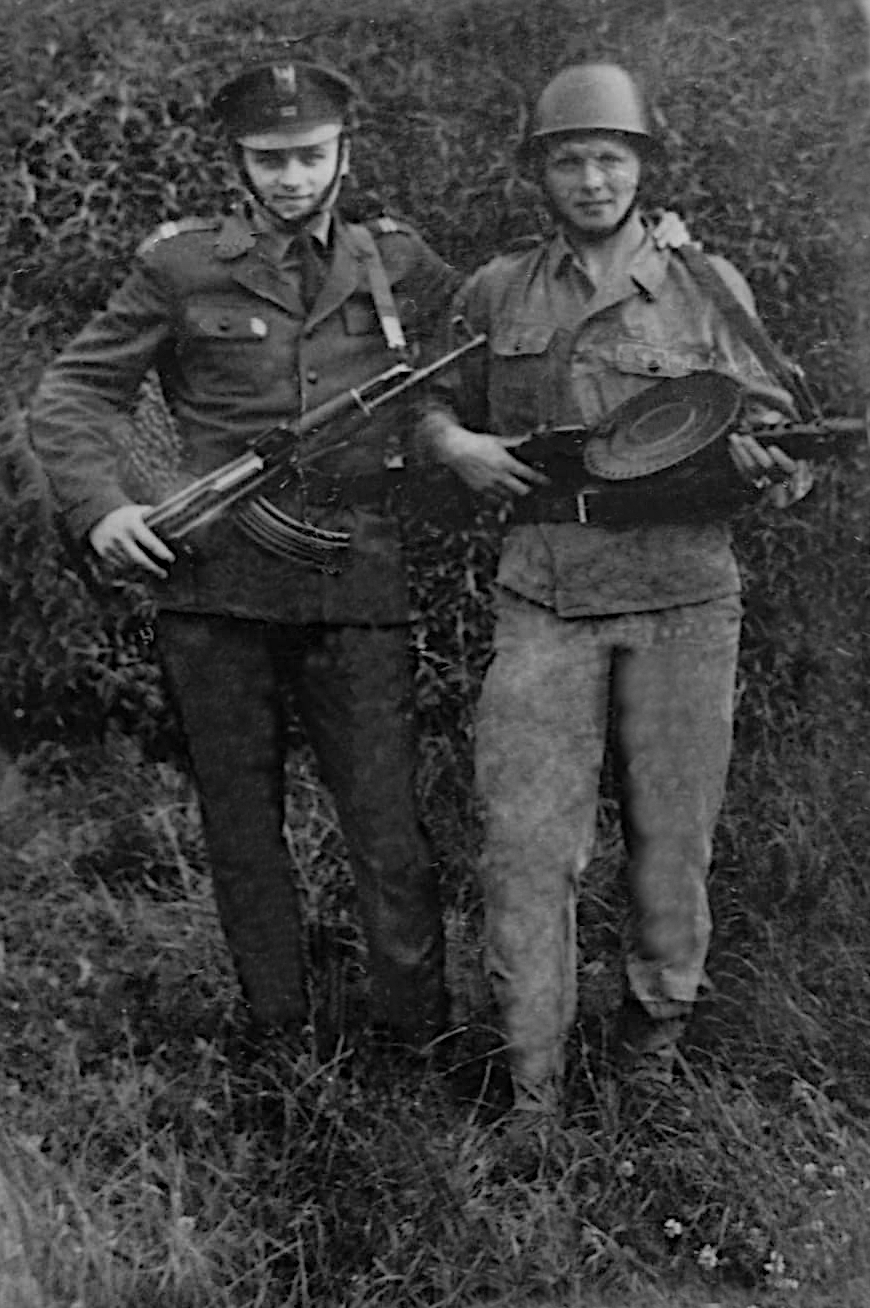
Żołnierze WOP z AK-47 i RKM DP (1973)

W 1976 batalionowi WOP Racibórz podlegały:
- pododdziały przysztabowe:
  - pluton odwodowy
  - pluton ochrony
  - pluton łączności
  - pluton transportowy
- Strażnica WOP Chałupki
- Strażnica WOP Owsiszcze – po 1976
- Strażnica WOP Krzanowice
- Strażnica WOP Kietrz
- Strażnica WOP Ściborzyce
- Strażnica WOP Pilszcz
- Strażnica WOP Bliszczyce
- Strażnica WOP Krasne Pole
- Strażnica WOP Równe
- Grupa Operacyjna Zwiadu WOP Głubczyce[15].

Dowództwo batalionu odwodowego:
- dowódca batalionu – mjr Józef Mróz
- szef sztabu – kpt. Mirosław Szypowski
- zastępca ośrodka do spraw politycznych – kpt. Stanisław Kubań
- kierownik grupy operacyjnej zwiadu – mjr Roman Krwawnik
- kierownik grupy zabezpieczenia kwatermistrzowskiego – ppor. Władysław Grygiel
- kierownik grupy zabezpieczenia technicznego – kpt. Ryszard Terlecki.

W kwietniu 1976 do II połowy 1984 batalionowi odwodowemu podlegały:
- kompania dowodzenia
- 2 kompanie odwodowe
- placówka operacyjna zwiadu
- grupa zabezpieczenia kwatermistrzowskiego
- grupa zabezpieczenia technicznego.

Dowództwo batalionu II połowa 1984:
- dowódca batalionu – ppłk Marian Kowalski
- szef sztabu batalionu – mjr Mirosław Szypowski/kpt. Andrzej Kopczyński
- zastępca dowódcy batalionu do spraw politycznych – mjr Włodzimierz Kurowski
- zastępca dowódcy batalionu do zwiadu – mjr/ppłk Roman Krwawnik
- zastępca dowódcy batalionu do spraw technicznych i zaopatrzenia – por. Władysław Grygiel

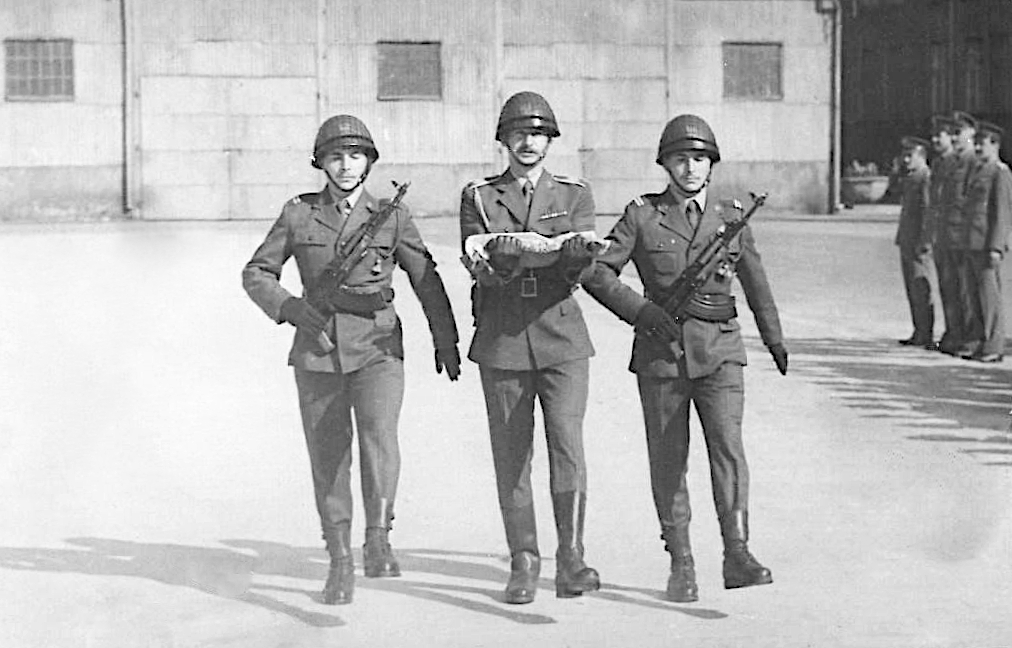
Poczet flagowy żołnierzy WOP, flagowy st. sierż. Paweł Kazimierczuk (1986)

W II połowie 1984 do kwietnia 1990 batalionowi WOP Racibórz podlegały:
- Strażnica WOP Lądowa rozwinięta kat. I w Chałupkach
- Strażnica WOP Lądowa rozwinięta kat. I w Krzanowicach
- Strażnica WOP Lądowa rozwinięta kat. II w Kietrzu
- Strażnica WOP Lądowa rozwinięta kat. I w Pilszczu
- Strażnica WOP Lądowa rozwinięta kat. ? w Bliszczycach – do maja 1989[8]
- Strażnica WOP Lądowa rozwinięta kat. I w Krasnym Polu
- Strażnica WOP Lądowa rozwinięta kat. ? w Równem do maja 1989[8]
- Grupa Operacyjno-Rozpoznawcza Zwiadu WOP Głubczyce.

## Wydarzenia
- 1956 – koniec czerwca, początek lipca w okresie tzw. „Wypadków poznańskich”, przy linii granicznej i w strefie działania, odnajdywano pakunki zawierające ulotki z tzw. „bibułą”, przytwierdzone do balonów leżących na ziemi[18]. W związku z masowością zjawiska, żołnierze otrzymali zezwolenie na użycie broni, celem zestrzelenia nisko przelatujących balonów (nawet jeśli znajdowały się na terytorium czechosłowackim, ale w zasięgu ognia – to samo czynili pogranicznicy czechosłowaccy)[19].
- 1968 – 24 sierpnia były rozrzucone ulotki w czterech nadgranicznych miejscowościach powiatu głubczyckiego (Wiechowice, Dzierżkowice, Boboluszki, Wysoka). Niektóre były sygnowane przez młodzież okręgu opawskiego i Miejską Radę Narodową w Karniowie. Pochodzące z Czechosłowacji ulotki znaleziono również w Kietrzu oraz w Chałupkach, Krzyżanowicach i Owsiszczach.
- 13 grudnia 1981–22 lipca 1983 – (stan wojenny w Polsce), normę służby granicznej dla żołnierzy podwyższono z 8 do 12 godzin na dobę. Ścisłą kontrolą objęto całą strefę nadgraniczną. W stan gotowości były postawione pododdziały odwodowe[20].
- 1988 – na posterunku granicznym ze Strażnicy WOP Chałupki, zginął tragicznie, potrącony przez pociąg towarowy, żołnierz służby zasadniczej pełniący służbę graniczną na moście kolejowym. Pośmiertnie została nadana mu przez dowódcę WOP, na wniosek dowódcy GB WOP Srebrna Odznaka „Za Zasługi w Ochronie Granic PRL”[21].
- 1989 – maj, rozformowano strażnice w Równym i Bliszczycach[8].
- 1990 – 17 kwietnia rozwiązano dowództwo batalionu, a w jego miejsce powstała kompania zabezpieczenia pod dowództwem kpt. Ryszarda Szulca[22].

## Dowódcy batalionu

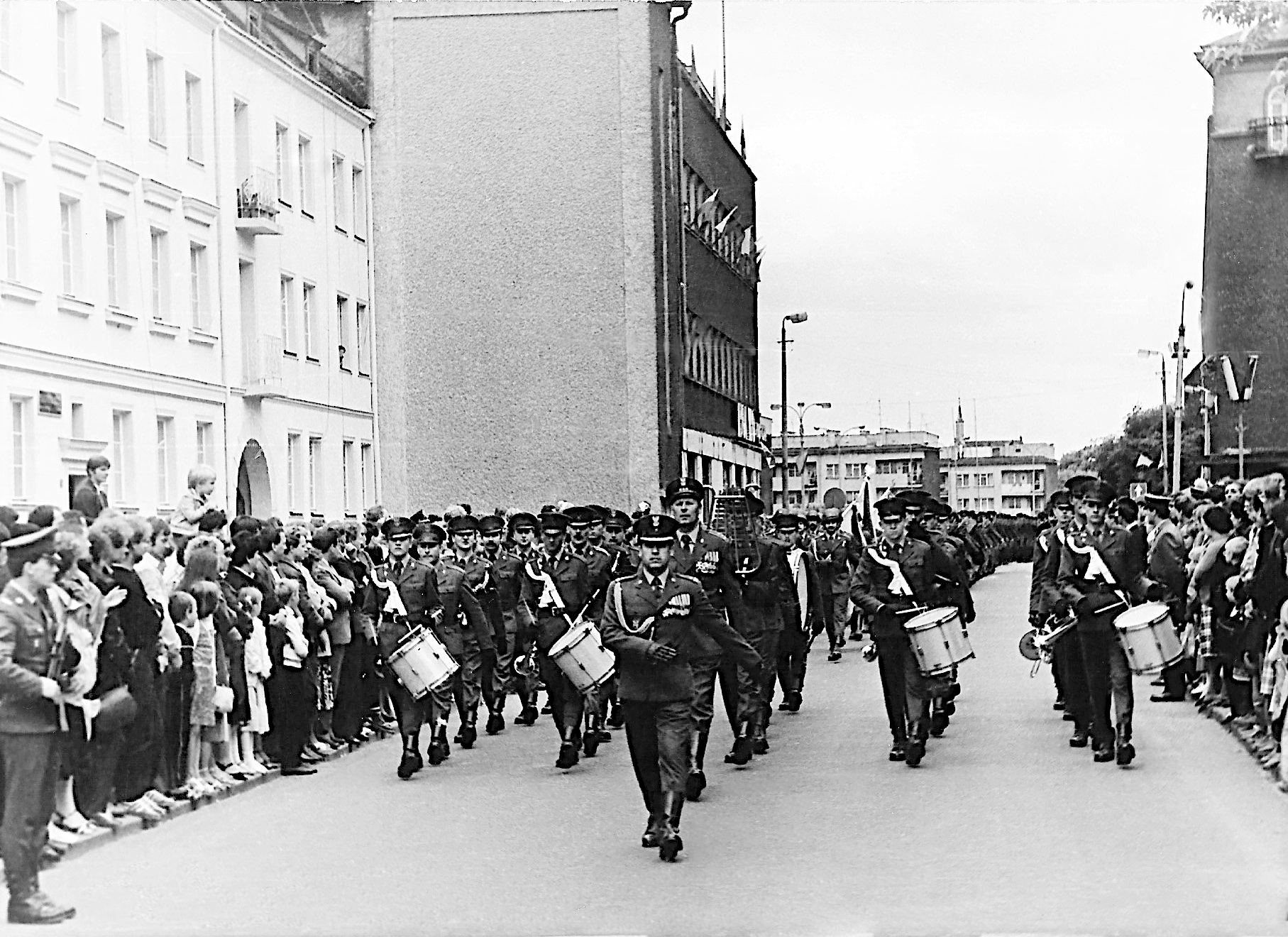
Defilada pododdziałów GB WOP na terenie Raciborza. Na czele mjr Mirosław Szypowski, za nim orkiestra z kapelmistrzem st. chor. sztab. Kazimierzem Studzińskim. Batalion otrzymał imię „Bohaterów Powstań Śląskich” (8 czerwca 1986)

- kpt. Bronisław Wasowski (był w 1952)
- płk Michał Radziecki (1952–12.1971[23])[24]
- ppłk Gerard Kruk (12.1971–1976[23])
- kpt. Majchrowicz – batalion odwodowy
- mjr Józef Mróz – batalion odwodowy[16]
- ppłk dypl. Marian Kowalski (2. poł. 1984–01.1986) – batalion graniczny[17]
- ppłk dypl. Władysław Zalewski (01.1986–10.1986) – batalion graniczny[e][17]
- ppłk Mirosław Szypowski (10.1986–17.04.1990) – batalion graniczny[9] – do rozformowania[22].